# Jonnik
Jonnik (prononciation : [ˈjɔnnik]) est un village polonais de la gmina de Stanin dans le powiat de Łuków de la voïvodie de Lublin dans l'est de la Pologne.
Il se situe à environ 3 kilomètres au sud-est de Stanin (siège de la gmina), 13 kilomètres au sud-ouest de Łuków (siège du powiat) et 71 kilomètres au nord de Lublin (capitale de la voïvodie).
Le village comptait approximativement une population de 350 habitants en 2015.

## Histoire
De 1975 à 1998, le village est attaché administrativement à l'ancienne voïvodie de Siedlce.
Depuis 1999, il fait partie de la nouvelle voïvodie de Lublin.